# جذور الحرب الباردة

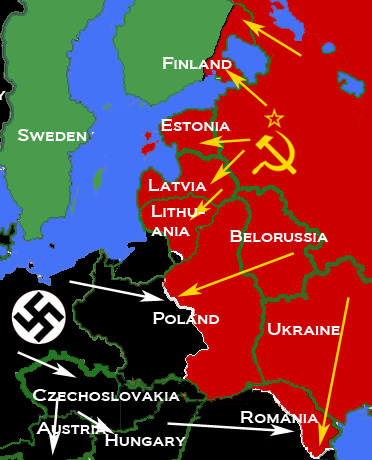

تعود أصول الحرب الباردة لفترة انهيار العلاقات بين الاتحاد السوفيتي من جهة والولايات المتحدة وبريطانيا العظمى وحلفائهم من جهة أخرى في الأعوام 1945 – 1949.
سُبقت فترة الحرب الباردة بمواجهات دبلوماسية وعسكرية أحيانًا استمرت لعقود، تلتها مسألة الحدود السياسية في أوروبا الوسطى، والسيطرة غير الديمقراطية على أوروبا الشرقية من قبل الجيش الأحمر السوفيتي، ثم ظهرت القضايا الاقتصادية خاصة تلك المتعلقة بخطة مارشال، ثم أول مواجهة عسكرية كبرى في حصار برلين عام 1948 -1949. رسمت حدود كل معكسر بصرامة بحلول عام 1949، كانت الحرب الباردة على أشدها في أوروبا، أما خارج أوروبا فقد تباينت حدة المواجهة، مع الإشارة للتطور السريع للولايات المتحدة كإمبراطورية عظمى في جنوب شرق آسيا في منتصف الأربعينيات.
تعود التوترات القديمة بين الاتحاد السوفيتي والدول الأوروبية والولايات المتحدة للأحداث التي سبقت الحرب العالمية الثانية وحتى الثورة الروسية في عام 1917،  أدت سلسلة من الأحداث خلال وبعد الحرب العالمية الثانية إلى تفاقم هذه التوترات، خصوصًا التأجيل المتكرر للغزو الأمريكي البريطاني لأوروبا التي تحتلها ألمانيا، والخلاف حول الديمقراطية في أوروبا الشرقية الذي برز في المؤتمرات التي عقدت بين زعماء الدول العظمى وقت الحرب.

## الثورة الروسية
شكَّلت الإمبراطوريات البريطانية والفرنسية والروسية دول الحلفاء في بداية الحرب العالمية الأولى، ثم انضمت إليها الولايات المتحدة في مارس 1917. استولى البلاشفة على السلطة في روسيا في ثورة نوفمبر 1917، ممَّا مكن الجيوش الألمانية من التقدم بسرعة عبر الأراضي الحدودية، وفي أوائل شهر مارس عام 1918 قبل الاتحاد السوفيتي شروط السلام الألمانية القاسية في معاهدة برِست ليتوفسك. اعتقد الحلفاء أن روسيا ساعدت ألمانيا على كسب الحرب من خلال تحرير مليون جندي ألماني وتوجيههم للجبهة الغربية، ومن خلال التخلي عن جزء كبير من إمدادات الغذاء والصناعة وإمدادات الوقود الروسية والاتصالات مع أوروبا الغربية، يعتقد المؤرخ سبنسر تاكر أن الحلفاء اعتبروا المعاهدة خيانةً نهائية لفكرة التحالف وشكلت بذرة الحرب الباردة، بدأ الحلفاء التفكير بجدية في التدخل العسكري وشرعوا في تصعيد حربهم الاقتصادية ضد البلاشفة، فضلًا عن أن البلاشفة كانوا يعتقدون أن روسيا هي الخطوة الأولى فقط للثورة، وخططوا لتحريض الثورات ضد الرأسمالية في كل الدول الغربية، ولكن الحاجة إلى السلام مع ألمانيا دفعت الزعيم السوفيتي فلاديمير لينين للتخلي عن تصدير الثورة لأوروبا.
وجدت روسيا السوفيتية نفسها معزولة دوليًا. صرّح الديكتاتور فلاديمير لينين أن الاتحاد السوفياتي محاط بطوق رأسمالي معادٍ، وكان ينظر إلى الدبلوماسية كسلاح لإبقاء أعداء السوفيات منقسمين، ودعا إلى ثورات شيوعية خارج روسيا، فشلت الثورات الشيوعية في ألمانيا وبافاريا والمجر، إذ ضخت الولايات المتحدة مليارات الدولارات من المساعدات الغذائية إلى أوروبا الشرقية بشكل علني للحد من الاضطرابات الشعبية واحتواء الاحتجاجات.

## الدبلوماسية في فترة ما بين الحربين (1918 – 1939)
تميزت هذه الفترة بالاختلافات السياسية والاقتصادية بين الديمقراطيات الغربية والاتحاد السوفيتي: دكتاتورية من طرف واحد مقابل التنافس الديمقراطي بين الأحزاب، الاعتقالات الجماعية وإعدام المنشقين مقابل الصحافة الحرة والمحاكم المستقلة، ملكية الدولة لجميع المزارع والشركات مقابل الرأسمالية، الاشتراكية مقابل التجارة الحرة، رأى الكثيرون في الولايات المتحدة أن النظام السوفيتي بات يمثل تهديدًا بعد الحرب العالمية الأولى. اعترفت الولايات المتحدة بقيادة الرئيس فرانكلين روزفلت رسميًا بالاتحاد السوفيتي عام 1933، كان التأخير الطويل في الاعتراف سببه رفض موسكو تسديد ديون الحقبة القيصرية، والطبيعة غير الديمقراطية للحكومة السوفيتية، وتهديداتها للإطاحة بالرأسمالية باستخدام الأحزاب الشيوعية المحلية، ولكن بحلول عام 1933 تلاشت هذه القضايا ووجد الاتحاد السوفيتي الفرصة لمزيد من التجارة مع واشنطن.

## بداية الحرب العالمية الثانية (1939 – 1941)
كانت موسكو غاضبة من الاسترضاء الغربي لأدولف هتلر بعد توقيع معاهدة ميونيخ في عام 1938، والتي منحت ألمانيا سيطرة جزئية على تشيكوسلوفاكيا بعد مؤتمر لم يدعَ إليه الاتحاد السوفيتي، وفي عام 1939 بعد إجراء مفاوضات مع كل من بريطانيا وفرنسا وألمانيا فيما يتعلق بالاتفاقات العسكرية والسياسية المحتملة وقّع الاتحاد السوفيتي وألمانيا اتفاقية تجارية تنص على بيع بعض المعدات العسكرية والمدنية الألمانية مقابل المواد الخام السوفيتية، واتفاقية مولوتوف - ريبنتروب والتي تضمنت اتفاقًا سريًا لتقسيم بولندا وأوروبا الشرقية بين الدولتين.

## التحالف أثناء الحرب (1941 – 1945)
خرقت ألمانيا اتفاقية مولوتوف - ريبنتروب في 22 يونيو 1941 عبر بدئها عملية بارباروسا، إذ غزت ألمانيا الاتحاد السوفيتي عبر المناطق التي تقاسمها البلدان سابقًا، فحوَّل ستالين تعاونه من هتلر إلى تشرشل، ووقعت بريطانيا والاتحاد السوفيتي على تحالف رسمي، لكن الولايات المتحدة لم تنضم للاتفاقية إلا بعد الهجوم الياباني على بيرل هاربر في 7 ديسمبر 1941. على الفور كان هناك خلاف بين بولندا حليفة بريطانيا والاتحاد السوفيتي، إذ كان البريطانيون والبولنديون يشتبهون بقوة في أن ستالين أمر بإعدام نحو 22 ألف ضابط بولندي أسير، فيما أصبح فيما بعد يُعرف باسم مذبحة كاتين، ومع ذلك اضطر السوفييت والحلفاء الغربيون للتعاون، وشحنت الولايات المتحدة كميات هائلة من الأسلحة والبضائع إلى الاتحاد السوفييتي.
اختلف الجانبان خلال الحرب حول الاستراتيجية العسكرية، وخاصة مسألة فتح جبهة ثانية ضد ألمانيا في أوروبا الغربية، فقد طلب ستالين من بريطانيا غزو شمال فرنسا في وقت مبكر من يوليو 1941، لكن بريطانيا لم تكن في وضع يسمح لها بتنفيذ مثل هذا الطلب، وعدت الولايات المتحدة وبريطانيا مبدئيًا بفتح جبهة ثانية في عام 1942، ثم في عام 1943، ولكن الغزو تأجل أكثر من مرة. اعتقد السوفييت في ذلك الوقت أن البريطانيين والأمريكيين تأخروا عن عمد في فتح جبهة ثانية ضد ألمانيا من أجل التدخل فقط في اللحظة الأخيرة للتأثير على تسوية السلام والسيطرة على أوروبا، ولكن بعض المؤرخين مثل جون لويس جاديس رفضوا هذا الادعاء، مشيرين إلى وجود حسابات عسكرية واستراتيجية أخرى أخَّرت توقيت غزو نورماندي، في غضون ذلك عانى الروس من خسائر فادحة وصلت إلى عشرين مليون قتيل، وهكذا فإن التصورات السوفيتية أو المفاهيم الخاطئة عن الغرب والعكس بالعكس قد تركت تيارًا قويًا من التوتر والعداء بين قوى الحلفاء.
تطلبت فترة ما بعد الحرب قيادة اقتصادية وسياسية أمريكية للعالم، فقد كانت أوروبا بحاجة إلى مساعدة الولايات المتحدة الأمريكية إذا أرادت إعادة بناء إنتاجها المحلي وتمويل تجارتها الدولية، وكانت الولايات المتحدة القوة العالمية الوحيدة التي لم تُدمر الحرب اقتصادها، وبحلول نهاية الحرب كانت تنتج بمفردها 50% من السلع الصناعية في العالم.
كانت تجربة الحرب العالمية الثانية مؤثرة بشكل كبير في الروس، فقد عانى الاتحاد السوفيتي من دمار غير مسبوق نتيجة للهجوم النازي، إذ قتل أكثر من 20 مليون مواطن سوفيتي خلال الحرب، ودمرت عشرات آلاف المدن والبلدات والقرى السوفيتية، ودُمِّر 30 ألف مصنع، ومن أجل منع هجوم مماثل في المستقبل، صمَّم ستالين على استخدام الجيش الأحمر لاحتلال بولندا والسيطرة على البلقان وتدمير قدرة ألمانيا بشكل نهائي على الدخول في حرب أخرى، ولكن المشكلة أن إستراتيجية ستالين قد تشكل مخاطرةً بالمواجهة مع الولايات المتحدة التي تتمتع بنفس القوة، والتي نظرت إلى تصرفات ستالين على أنها انتهاك صارخ لاتفاقية يالطا. أصر السوفيت في نهاية الحرب في مايو 1945 على احتلال جزيرة بورنهولم الدنماركية بسبب موقعها الاستراتيجي عند مدخل بحر البلطيق، وعندما أصر القائد الألماني على الاستسلام للحلفاء الغربيين كما فعلت القوات الألمانية في بقية الدنمارك قصف السوفييت الجزيرة مما تسبب في خسائر فادحة وأضرار بين السكان المدنيين ثم غزوا الجزيرة واحتلوها حتى منتصف عام 1946.